# Cerithium interstriatum
Cerithium interstriatum är en snäckart. Cerithium interstriatum ingår i släktet Cerithium och familjen Cerithiidae. Inga underarter finns listade i Catalogue of Life.